# يان ميتشيل (لاعب كريكت)
يان ميتشيل (17 أبريل 1925 في المملكة المتحدة - 4 يونيو 2011 في المملكة المتحدة) (بالإنجليزية: Ian Mitchell)‏ هو لاعب كريكت بريطاني (وحمل سابقاً جنسية المملكة المتحدة لبريطانيا العظمى وأيرلندا). لعب مع نادي مقاطعة غلوستر للكريكت ‏ ونادي جامعة كامبريدج للكريكيت ‏.

## وصلات خارجية
- يان ميتشيل على موقع إي آس بي آن كريك إنفو (الإنجليزية)